# تصوير ضوئي ملون

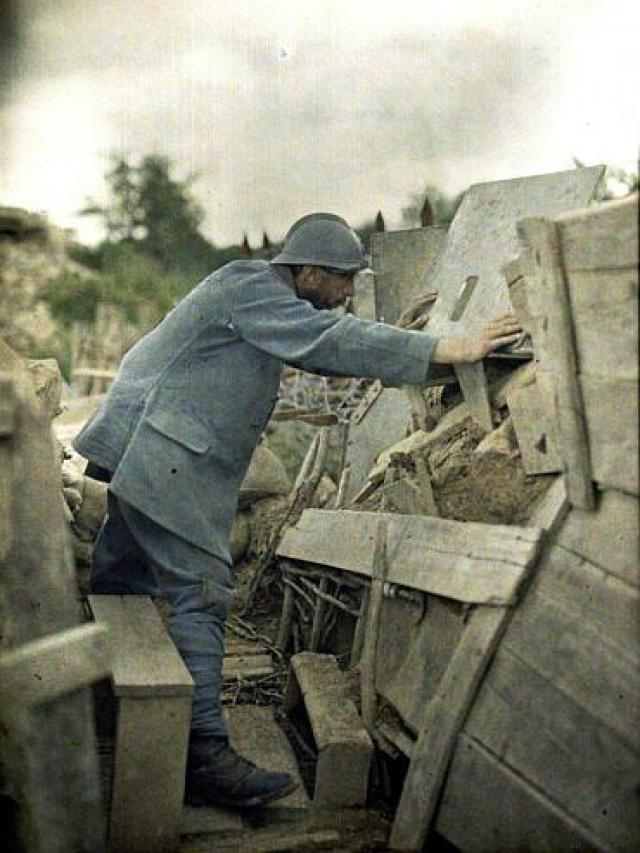
صورة ضوئية ملونة باستخدام تقنية أوتوكروم لوميير لجندي فرنسي يقوم بالإستطلاع في إقليم الراين فرنسا أثناء الحرب العالمية الأولى، 1917.

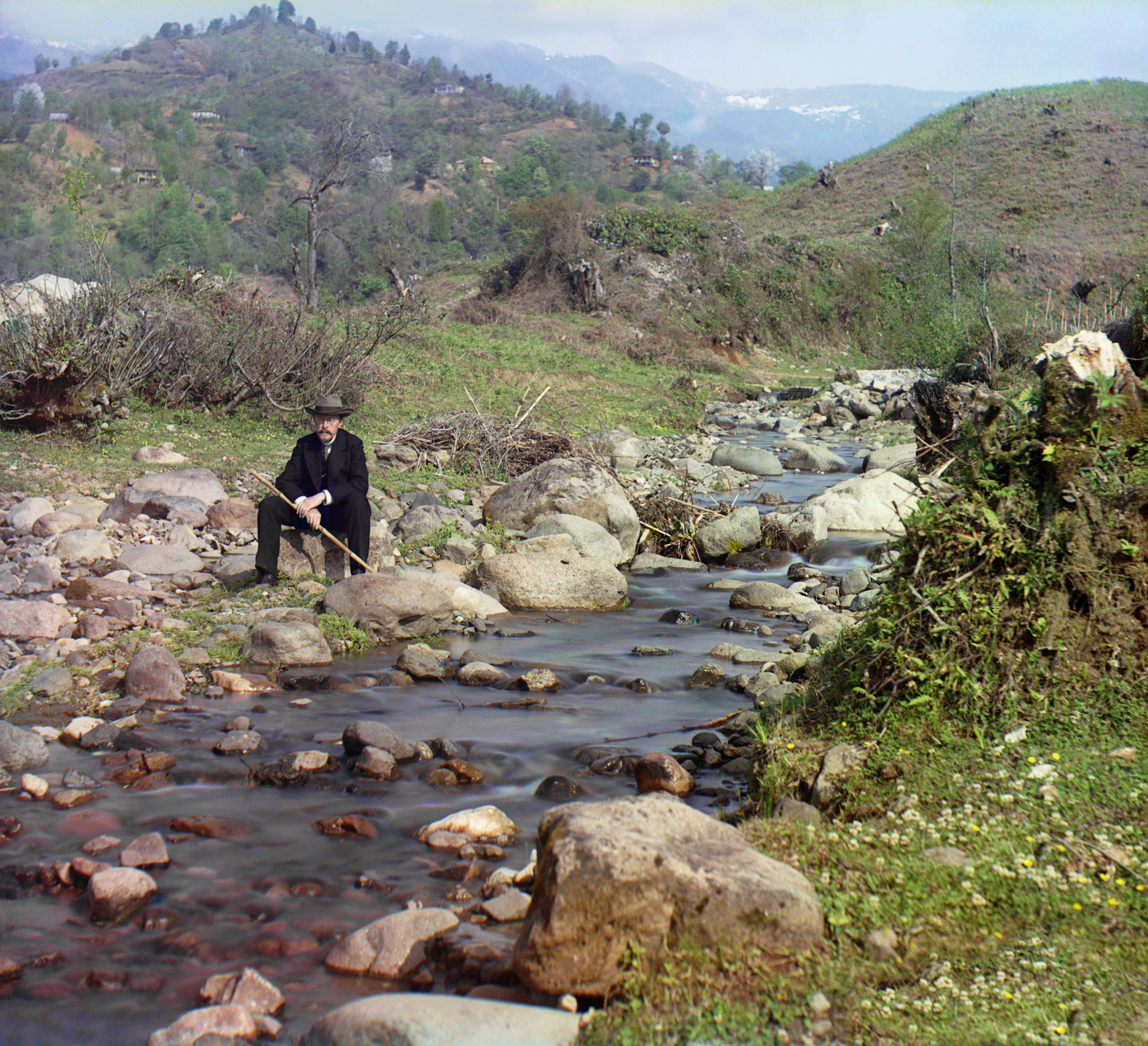
سيرجي بروكودين-غورسكي هو مصور روسي يعتبر من رواد التصوير الضوئي ، وأول من ابتكر التصوير بالألوان، كثير من صوره تظهر الإمبراطورية الروسية في أواخر الحرب العالمية الأولى والثورة الروسية باستخدام كاميرا تصوير ملونة من عام 1909-1915.

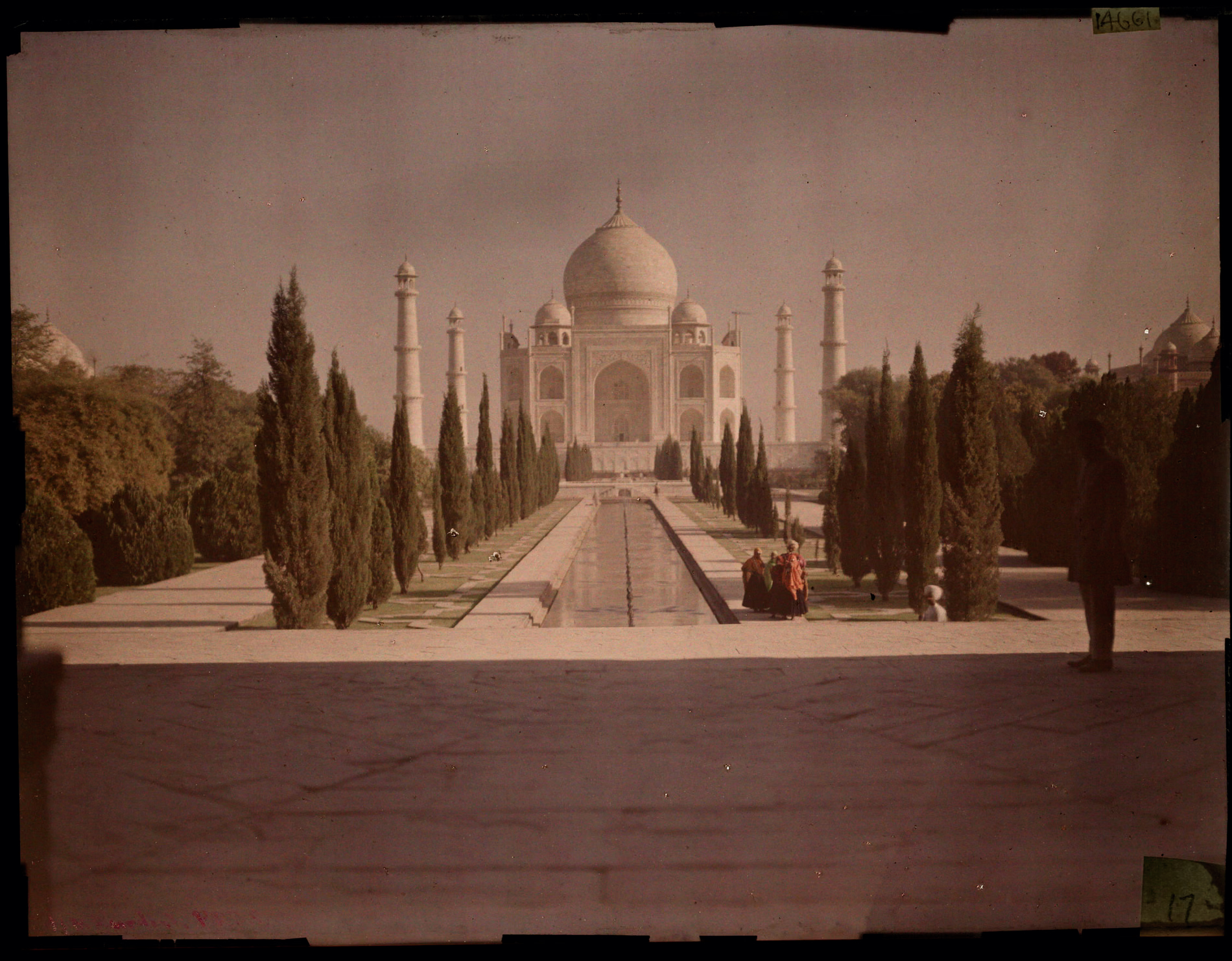
صورة لتاج محل ملونة، 1921

تصوير ضوئي ملون (بالإنجليزية: Color photography) هو تصوير ملون يستخدم في الصحافة والإعلام. يتم إنتاجها بشكل بالطريقة الكيميائية التقليدية خلال مرحلة التصوير الضوئي.